# Inconfidência Mineira

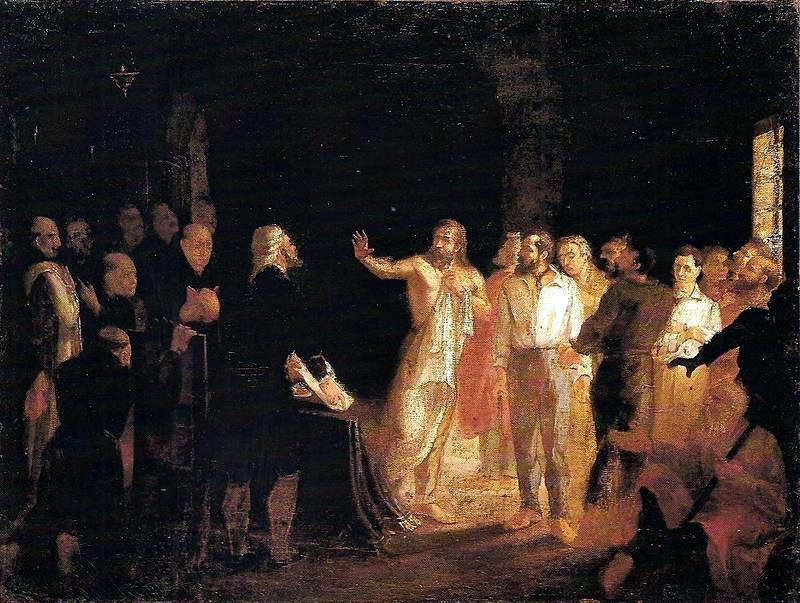
La reazione di Joaquim José da Silva Xavier, detto Tiradentes, quando la pena data ai ribelli venne commutata.

La Cospirazione mineira (in portoghese: Inconfidência Mineira) fu un movimento di indipendenza manifestatosi in Brasile nel 1789.
La principale causa esterna che fu alla base dello scoppio della rivolta fu la dichiarazione d'indipendenza delle 13 colonie degli Stati Uniti, avvenuta nel 1776. Questo evento suscitò interesse e ammirazione nei capitani che gestivano la colonia e capitaneria di Minas Gerais. La causa interna fu il declino della produzione di oro estratto dalle miniere nella regione. Con meno oro a disposizione, e quindi meno ricchezza, la gente non riusciva a pagare le tasse dovute al governo del Portogallo. Quando la capitaneria non poteva soddisfare le richieste della corona reale, venivano aggiunte altre tasse sull'oro, chiamate derrama.
I cospiratori che miravano a rendere la colonia indipendente dal Portogallo tentarono di ribellarsi durante il giorno in cui la derrama venne resa ufficiale. I cospiratori non avevano piani adeguati e non c'era un comandante carismatico. Alcuni di essi erano repubblicani, altri in favore della monarchia, altri ancora contro oppure per la schiavitù. I cospiratori idearono alcuni concetti: la promozione della produzione del cotone, lo sfruttamento del ferro e del salnitro, una proposta per l'aumento della natalità, e la creazione di una milizia cittadina.

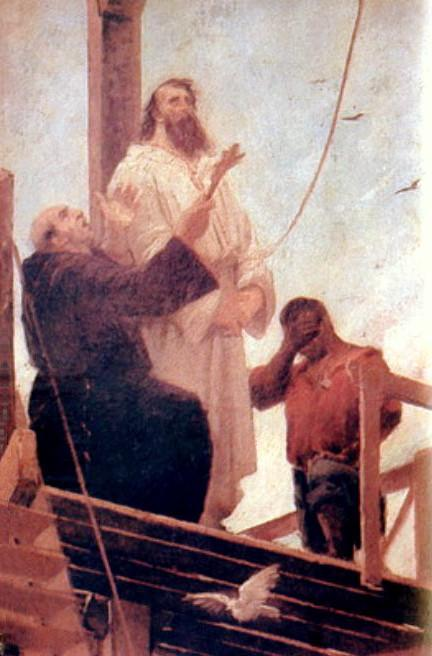
Tiradentes viene impiccato.

La cospirazione attirò molte persone appartenenti all'esercito, dei sacerdoti, degli intellettuali, e poeti (Cláudio Manuel da Costa e Tomás António Gonzaga). Joaquim da Silva Xavier, conosciuto con lo pseudonimo Tiradentes, diventò l'esponente più visibile ed entusiasta del movimento.
Tre persone che avevano aderito alla rivolta tradirono la causa e rivelarono i piani al governo. I ribelli vennero arrestati nel 1789. Una delle spie, Joaquim Silvério dos Reis, diventò conosciuto con il nome di "traditore brasiliano".
I processi ai cospiratori si svolsero dal 1789 al 1792. il tenente colonnello Francisco de Paula Freire de Andrade, Tiradentes, José Álvares Maciel, e altri otto vennero condannati alla forca. Altri sette vennero banditi e condannati a vivere nelle colonie africane, e gli altri vennero assolti. Durante il processo, la Regina Maria I commutò le condanne capitali in bando per tutti, eccetto per le persone le cui attività erano state giudicate particolarmente gravi. Tiradentes si assunse la piena responsabilità delle sue azioni e della creazione del movimento ribelle. Venne imprigionato a Rio de Janeiro e impiccato il 21 aprile 1792. Il suo cadavere venne fatto a pezzi, poi mandati a Vila Rica nella capitaneria di Minas Gerais, per essere esposto nei luoghi in cui lui aveva diffuso le sue idee. 
L'anniversario della sua morte viene celebrato come festa nazionale in Brasile.